# Comuna Kuzemivka, Svatove
Kuzemivka (în ucraineană Куземівка) este o comună în raionul Svatove, regiunea Luhansk, Ucraina, formată din satele Kalînivka, Krîvoșîiivka, Kuzemivka (reședința), Pidkuiceansk și Volodîmîrivka.

## Demografie
Componența lingvistică a comunei Kuzemivka
     Ucraineană (94,82%)
     Rusă (4,86%)
     Alte limbi (0,21%)
Conform recensământului din 2001, majoritatea populației comunei Kuzemivka era vorbitoare de ucraineană (94,82%), existând în minoritate și vorbitori de rusă (4,86%).